# Giuseppe Dossena
Giuseppe Dossena (pronunciación en italiano: /dʒuˈzɛppe dosˈseːna/; Milán, Italia, 2 de mayo de 1958) es un dirigente deportivo, politólogo, exjugador y exentrenador de fútbol italiano. En su etapa como jugador profesional se desempeñaba como centrocampista. Desde 2004, se desempeña como comentarista deportivo en la RAI.

## Selección nacional
Fue internacional con la selección de fútbol de Italia en 38 ocasiones y convirtió un gol. Fue campeón del mundo en 1982, pese a no haber jugado ningún partido durante el torneo.

### Participaciones en Copas del Mundo
| Mundial                        | Sede   | Resultado | Partidos | Goles |
| ------------------------------ | ------ | --------- | -------- | ----- |
| Copa Mundial de Fútbol de 1982 | España | Campeón   | 0        | 0     |

### Participaciones en Eurocopas
| Copa                    | Sede          | Resultado   |
| ----------------------- | ------------- | ----------- |
| Eurocopa Sub-21 de 1984 | Sin sede fija | Semifinales |

## Equipos

### Como jugador
| Equipo    | País   | Año       |
| --------- | ------ | --------- |
| Torino    | Italia | 1976-1977 |
| Pistoiese | Italia | 1977-1978 |
| Cesena    | Italia | 1978-1979 |
| Bologna   | Italia | 1979-1981 |
| Torino    | Italia | 1981-1987 |
| Udinese   | Italia | 1987-1988 |
| Sampdoria | Italia | 1988-1991 |
| Perugia   | Italia | 1991-1992 |

### Como entrenador
| Equipo                         | País           | Año       |
| ------------------------------ | -------------- | --------- |
| Triestina (asistente)          | Italia         | 1998      |
| Selección nacional sub-20      | Ghana          | 1998-1999 |
| Selección nacional             | Ghana          | 1998-2000 |
| Ittihad Jeddah                 | Arabia Saudita | 2000-2001 |
| Selección nacional (asistente) | Paraguay       | 2001-2002 |
| Selección nacional             | Albania        | 2002      |
| Al-Ittihad                     | Libia          | 2002-2003 |
| Lodigiani                      | Italia         | 2003-2004 |
| Saint-George SA                | Etiopía        | 2010-2012 |

## Palmarés

### Como jugador

#### Campeonatos nacionales
| Título              | Equipo           | País   | Año  |
| ------------------- | ---------------- | ------ | ---- |
| Torneo Primavera    | Torino Primavera | Italia | 1977 |
| Copa Italia         | Sampdoria        | Italia | 1989 |
| Serie A             | Sampdoria        | Italia | 1991 |
| Supercopa de Italia | Sampdoria        | Italia | 1991 |

#### Copas internacionales
| Título                 | Equipo    | Sede                | Año  |
| ---------------------- | --------- | ------------------- | ---- |
| Copa Mundial de Fútbol | Italia    | España              | 1982 |
| Recopa de Europa       | Sampdoria | Gotemburgo (Suecia) | 1990 |

### Como entrenador

#### Campeonatos nacionales
| Título                 | Equipo         | País           | Año  |
| ---------------------- | -------------- | -------------- | ---- |
| Liga Profesional Saudí | Ittihad Jeddah | Arabia Saudita | 2001 |
| Liga Premier de Libia  | Al-Ittihad     | Libia          | 2003 |
| Supercopa de Libia     | Al-Ittihad     | Libia          | 2003 |

#### Copas internacionales
| Título                      | Equipo       | Sede  | Año  |
| --------------------------- | ------------ | ----- | ---- |
| Campeonato Juvenil Africano | Ghana sub-20 | Ghana | 1999 |